# ATP Challenger Linz
Das ATP Challenger Linz (offiziell: Linz Challenger) war ein Tennisturnier, das von 1979 bis 1980 und von 2000 bis 2001 jährlich in Linz, Österreich, stattfand. Es gehörte zur ATP Challenger Tour und wurde im Freien auf Sand gespielt.

## Liste der Sieger

### Einzel
| Jahr                         | Sieger         | Finalgegner  | Ergebnis      |
| ---------------------------- | -------------- | ------------ | ------------- |
| 2001                         | Jan Vacek      | Markus Hipfl | 1:6, 6:1, 6:2 |
| 2000                         | Germán Puentes | Edwin Kempes | 7:67, 6:1     |
| 1981–1999: nicht ausgetragen |                |              |               |
| 1980                         | Tony Graham    | Onny Parun   | 3:6, 7:6, 6:4 |
| 1979                         | Peter Feigl    | Hans Kary    | 6:3, 6:4, 7:6 |

### Doppel
| Jahr                         | Sieger                            | Finalgegner                      | Ergebnis      |
| ---------------------------- | --------------------------------- | -------------------------------- | ------------- |
| 2001                         | Aleksandar Kitinov Todd Perry     | Jaroslav Levinský David Škoch    | 2:6, 6:3, 6:4 |
| 2000                         | Julian Knowle Thomas Strengberger | Petr Luxa David Škoch            | 6:3, 7:5      |
| 1981–1999: nicht ausgetragen |                                   |                                  |               |
| 1980                         | Tony Graham Belus Prajoux         | Robert Reininger Helmar Stiegler | 6:2, 4:6, 7:5 |
| 1979                         | Patrice Dominguez Gilles Moretton | Szabolcz Baranyi Péter Szőke     | 6:1, 6:4      |